# Jean Pâques
Pour les articles homonymes, voir Pâques (homonymie).
 (novembre 2015).
Jean Pâques (né le 16 septembre 1901 à Liège et mort le 19 avril 1974) est un musicien, compositeur et pianiste belge, spécialiste de novelty.

## Biographie
Jean Pâques, pseudonyme de Jean-Pierre Paque, devint un musicien de ragtime au lendemain de la Première Guerre mondiale. Dans les années 1920, il s'installa à Paris où il composa ses premières œuvres musicales dans le registre du novelty piano. À la fin des années 1920, il partit pour Londres où il intégra un orchestre de musiques à succès. Par la suite, il fut un interprète de nombreuses musiques d'ambiance célèbres et enregistra au cours de sa longue carrière près d'une quarantaine d'albums.